# Ivan Krastev
Pour les articles homonymes, voir Krastev.
Ivan Krastev (en bulgare : Иван Йотов Кръстев), né le 1er janvier 1965 à Lukovit (Bulgarie), est un politologue bulgare.

## Biographie
Son père Ioto Krastev (bg) était un journaliste, membre du Comité central (bg) du Parti communiste bulgare, dont il dirigea un moment le département médiatique. 
Président du Centre for Liberal Strategies (Център за либерални стратегии (bg)) à Sofia, membre fondateur du Conseil européen des relations internationales (2007), directeur exécutif de la Commission internationale pour les Balkans présidée par Giuliano Amato (2004-2006), membre du conseil de l'International Institute for Strategic Studies (IIES) à Londres (2005-2011), membre permanent de l'Institut pour les sciences humaines (Institut für die Wissenschaften vom Menschen, IWM) de Vienne, il a été le rédacteur en chef de l'édition bulgare du magazine Foreign Policy. Il écrit régulièrement des chroniques dans le New York Times et a publié plusieurs essais sur l'Europe et la démocratie.

## Ouvrages
- Shifting Obsessions: Three Essays on the Politics of Anticorruption, CEU Press, 2004
- The Anti-American Century, Alan McPherson et Ivan Krastev (dir.), CEU Press, 2007
- Europe's Democracy Paradox, The American Interest, 2012
- In Mistrust We Trust: Can Democracy Survive When We Don't Trust Our Leaders?, TED books, 2013
- Democracy Disrupted, avec Stephen Holmes (en), Penn University Press, 2014
- After Europe, Penn University Press, 2017
- L'Âge de la régression, collectif, éd. Premier Parallèle, 2017
- Le Destin de l'Europe, Premier Parallèle, octobre 2017.  (ISBN 979-109484162-4).
- Le Moment illibéral, avec Stephen Holmes (en), traduit par Johan Frederik Hel Guedj, Fayard, 2019  (ISBN 978-2-213-71230-7)